# Zelandobius auratus
Zelandobius auratus är en bäcksländeart som beskrevs av Mclellan 1993. Zelandobius auratus ingår i släktet Zelandobius och familjen Gripopterygidae. Inga underarter finns listade i Catalogue of Life.